# Alexeï Sossinski
Alexeï Bronislavovitch Sossinski  (en russe : Алексей Брониславович Сосинский), né le 7 octobre 1937 à Paris, est un mathématicien soviétique et russe.

## Biographie
Sossinski est né à Paris dans une famille d'émigrés russes. Son père Bronislav (Vladimir) Sossinski est journaliste, écrivain, décoré de la Croix de Guerre pendant la Seconde Guerre mondiale. Sa mère Ariadna est la fille du socialiste révolutionnaire russe Viktor Tchernov. Après la guerre, la famille obtient la citoyenneté soviétique, mais sans le droit d'entrer en URSS. En 1948, la famille se rend à New York, où Alexeï obtient son baccalauréat au Lycée de New York puis son Bachelor of Arts and Science Degree à l'Université de New York. En 1957, il s'installe à Moscou et devient étudiant de l'Université d'État de Moscou (faculté de mécanique et de mathématique). Dès 1965, il est professeur de cette faculté. En 1966, il soutient sa thèse sur les nœuds de grande dimension (sous la direction de  Lioudmila Keldych). En 1974, Sossinski est forcé de quitter l'université pour des raisons politiques.  Il devient rédacteur à la revue « Kvant » (destinée aux écoliers s'intéressant aux mathématiques et à la physique). Depuis 1994, il est professeur (puis vice-recteur) de l'Université indépendante de Moscou.
Le 26 mars 2022, il quitte la Russie et rejoint sa fille à Strasbourg, en France, en signe de désaccord avec la guerre en Ukraine et la présidence de Vladimir Poutine.

## Science
Les travaux principaux de Sossinski portent sur la topologie. Il a étudié les nœuds , les tresses, les surfaces minimales, les systèmes articulés. Il est le directeur fondateur (2001-2003) du laboratoire franco-russe de mathématiques (laboratoire Poncelet CNRS). Il a aussi publié des travaux en linguistique mathématique et en thermodynamique. Il consacre beaucoup de temps à l'enseignement des mathématiques et a participé au congrès mathématique européen à Paris (1992) et au congrès international des mathématiciens à Madrid (2006).

## Récompenses
- Officier de l'Ordre des Palmes académiques (2004)
- Prix du Gouvernement de la Russie Fédérale dans le domaine de l'enseignement (2012)

## Œuvres
- Sossinsky A. Nœuds (Genèse d’une théorie mathématique), Éditions du Seuil, Paris, 1997 (traduit en sept langues)
- Сосинский А.Б. Мыльные пленки и случайные блуждания. — 2000. — 24 с. — (Библиотека «Математическое просвещение»). — 4000 экз. —  (ISBN 5-900916-50-2).
- В.В. Прасолов, А.Б. Сосинский. Узлы, зацепления, косы и трёхмерные многообразия. — М.: МЦНМО, 1997 (édition en anglais : Victor Prasolov, Alexei Sossinsky: Knots, links, braids and 3-manifolds, American Mathematical Society 1997).
- Сосинский А.Б. Монотонно-открытые отображения сферы. Математический сборник, 66(108):2 (1965), 170—209.
- Сосинский А.Б. Разложение узлов. Математический сборник, 81(123):1 (1970), 145—158.
- Сосинский А.Б. Гомологии симметрического отношения. Математический сборник 89(131):2 (10) (1972), 331—339.
- Sossinsky A.B. Tolerance Space Theory and Some Applications. Acta Applicandae Mathematicae, 5 (1986) 137-167.
- Сосинский А.Б. Формальные штамповые грамматики, Научно-техническая информация, серия 2, 1992 (12).
- Сосинский А. Б. Как написать математическую статью по-английски. — М.: Факториал Пресс, 2000. — 112 с. —  (ISBN 5-88688-032-1).
- Sossinsky A.B. Geometries, AMS Publications, Providence RI, 2010
- Avvakumov Sergey, Sossinsky Alexey, On the normal form of knots, Russ. J. Math. Physics, 21, no.3 (2014).